# Sarah Köhler
Sarah Köhler (Hanau, 20 juni 1994) is een Duitse zwemster. Ze vertegenwoordigde haar vaderland op de Olympische Zomerspelen 2016 in Rio de Janeiro.

## Carrière
Bij haar internationale debuut, op de Europese kampioenschappen kortebaanzwemmen 2012 in Chartres, eindigde Köhler als vierde op de 800 meter vrije slag en werd ze uitgeschakeld in de series van zowel de 200 als de 400 meter vrije slag.
Op de wereldkampioenschappen zwemmen 2013 in Barcelona strandde de Duitse in de series van de 400, 800 en 1500 meter vrije slag. In Herning nam ze deel aan de Europese kampioenschappen kortebaanzwemmen 2013. Op dit toernooi eindigde ze als zesde op de 800 meter vrije slag en als tiende op de 400 meter vrije slag, daarnaast werd ze uitgeschakeld in de series van de 200 meter vrije slag.
Tijdens de Europese kampioenschappen zwemmen 2014 in Berlijn eindigde Köhler als zevende op de 800 meter vrije slag, op de 400 en 1500 meter vrije slag strandde ze in de series. Op de wereldkampioenschappen kortebaanzwemmen 2014 in Doha eindigde de Duitse als vijfde op de 800 meter vrije slag, daarnaast werd ze uitgeschakeld in de series van de 400 meter vrije slag.
In Kazan nam ze deel aan de wereldkampioenschappen zwemmen 2015. Op dit toernooi eindigde ze als zevende op de 800 meter vrije slag, op de 400 meter vrije slag strandde ze in de series.
Tijdens de Olympische Zomerspelen van 2016 in Rio de Janeiro eindigde Köhler als achtste op de 800 meter vrije slag, daarnaast werd ze uitgeschakeld in de series van de 400 meter vrije slag. Op de 4×200 meter vrije slag strandde ze samen met Annika Bruhn, Leonie Kullmann en Paulina Schmiedel in de series.
Op de Europese kampioenschappen kortebaanzwemmen 2017 in Kopenhagen werd de Duitse Europees kampioene op de 800 meter vrije slag, op de 400 meter vrije slag veroverde ze de zilveren medaille.
In Glasgow nam ze deel aan de Europese kampioenschappen zwemmen 2018. Op dit toernooi behaalde ze de zilveren medaille op de 1500 meter vrije slag, daarnaast eindigde ze als vierde op de 800 meter vrije slag en als vijfde op de 400 meter vrije slag. Samen met Reva Foos, Isabel Marie Gose en Annika Bruhn sleepte ze de bronzen medaille in de wacht op de 4×200 meter vrije slag, in de landenwedstrijd bij het openwaterzwemmen legde ze samen met Leonie Beck, Florian Wellbrock en Sören Meißner beslag op de zilveren medaille. Tijdens de wereldkampioenschappen kortebaanzwemmen 2018 in Hangzhou eindigde Köhler als vijfde op de 800 meter vrije slag en als zevende op de 400 meter vrije slag. Samen met Annika Bruhn, Reva Foos en Marie Pietruschka zwom ze in de series van de 4×200 meter vrije slag, in de finale eindigden Bruhn, Pietruschka en Foos samen met Laura Riedemann op de zevende plaats.
Op de wereldkampioenschappen zwemmen 2019 in Gwangju veroverde de Duitse de zilveren medaille op de 1500 meter vrije slag, daarnaast eindigde ze als vierde op de 800 meter vrije slag. In de landenwedstrijd bij het openwaterzwemmen werd ze samen met Lea Boy, Sören Meißner en Rob Muffels wereldkampioen.

## Internationale toernooien
| Jaar | Olympische Spelen                                            | WK langebaan                                                 | WK kortebaan                                                                           | EK langebaan                                                                                     | EK kortebaan                                               |
| ---- | ------------------------------------------------------------ | ------------------------------------------------------------ | -------------------------------------------------------------------------------------- | ------------------------------------------------------------------------------------------------ | ---------------------------------------------------------- |
| 2012 | geen deelname                                                |                                                              | geen deelname                                                                          | geen deelname                                                                                    | 22e 200m vrije slag 12e 400m vrije slag 4e 800m vrije slag |
| 2013 |                                                              | 23e 400m vrije slag 15e 800m vrije slag 14e 1500m vrije slag |                                                                                        |                                                                                                  | 30e 200m vrije slag 10e 400m vrije slag 6e 800m vrije slag |
| 2014 |                                                              |                                                              | 11e 400m vrije slag 5e 800m vrije slag                                                 | 9e 400m vrije slag 7e 800m vrije slag 10e 1500m vrije slag                                       |                                                            |
| 2015 |                                                              | 12e 400m vrije slag 7e 800m vrije slag                       |                                                                                        |                                                                                                  | geen deelname                                              |
| 2016 | 10e 400m vrije slag 8e 800m vrije slag 12e 4×200m vrije slag |                                                              | geen deelname                                                                          | geen deelname                                                                                    |                                                            |
| 2017 |                                                              | geen deelname                                                |                                                                                        |                                                                                                  | 400m vrije slag · 800m vrije slag                          |
| 2018 |                                                              |                                                              | 7e 400m vrije slag 5e 800m vrije slag 7e 4×200m vrije slag Köhler zwom enkel de series | 5e 400m vrije slag · 4e 800m vrije slag · 1500m vrije slag · 4×200m vrije slag · Landenwedstrijd |                                                            |
| 2019 |                                                              | 4e 800m vrije slag · 1500m vrije slag · Landenwedstrijd      |                                                                                        |                                                                                                  | 4-8 december                                               |

## Persoonlijke records
Bijgewerkt tot en met 3 augustus 2019
Kortebaan
| Afstand          | Tijd     | Datum            | Plaats     |
| ---------------- | -------- | ---------------- | ---------- |
| 200m vrije slag  | 01.57,75 | 6 februari 2016  | Essen      |
| 400m vrije slag  | 03.59,12 | 17 december 2017 | Kopenhagen |
| 800m vrije slag  | 08.10,54 | 13 december 2018 | Hangzhou   |
| 1500m vrije slag | 15.39,74 | 24 november 2017 | Wiesbaden  |

Langebaan
| Afstand          | Tijd     | Datum            | Plaats  |
| ---------------- | -------- | ---------------- | ------- |
| 200m vrije slag  | 01.58,56 | 3 augustus 2019  | Berlijn |
| 400m vrije slag  | 04.03,96 | 26 augustus 2017 | Taipei  |
| 800m vrije slag  | 08.16,43 | 27 juli 2019     | Gwangju |
| 1500m vrije slag | 15.48,83 | 23 juli 2019     | Gwangju |